# Regine Olsen

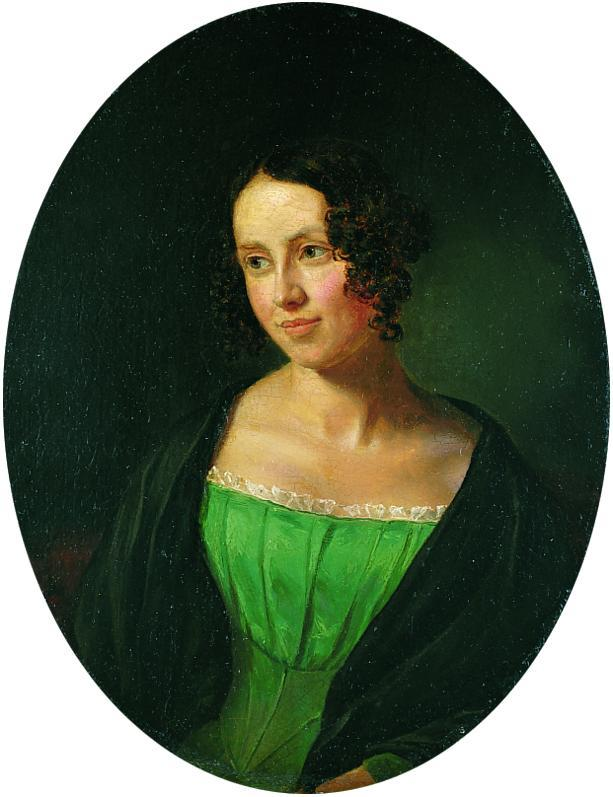
Regine Olsen en 1840.

Regine Schlegel, nacida Olsen (23 de enero de 1822 - 18 de marzo de 1904), fue una mujer danesa recordada por haber estado comprometida con el filósofo y teólogo Søren Kierkegaard del 8 de septiembre de 1840 al 11 de agosto de 1841. Después de que terminara su relación, Regine se casó con Johan Frederik Schlegel. A pesar de que Kierkegaard anuló el compromiso, estaba devastado por sus acciones y nunca superó la relación con Regine. Ella permaneció como una enorme influencia para la vida y trabajos de Kierkegaard.

## Compromiso con Kierkegaard
Regine nació el 23 de enero de 1822, en Frederiksberg, un distrito de Copenhague, Dinamarca. Conoció a Kierkegaard la primavera de 1837 cuando ella tenía 15 años. Regine luego le comentó que la primera vez que se vieron Kierkegaard le había causado "una impresión muy fuerte". Una conexión mutua se desarrolló entre ellos, mientras Regine tenía por tutor a Schlegel, su futuro esposo.
Regine también le causó una fuerte impresión a Kierkegaard, quien empezó a buscarla durante un largo periodo de tiempo, primero como un amigo y después cortejándola. El 8 de septiembre de 1840, Kierkegaard finalmente le reveló sus sentimientos por Regine cuando ella tocaba el piano para él, en la casa de la familia Olsen. Él contó estos eventos años más tarde en su diario: "'Oh!, qué me importa la música, eres tú a quien quiero, te he querido por dos años' Ella se quedó callada." Kierkegaard procedió a pedir la mano de Regine al Concejal Etatsraad Olsen, su padre, de inmediato. Su padre lo bendijo, y los dos quedaron comprometidos para el matrimonio.
Casi de inmediato, Kierkegaard comenzó a tener dudas sobre sus habilidades como esposo. Durante el año siguiente, Kierkegaard se dedicó por completo al trabajo. Comenzó sus estudios en el seminario, dio su primer sermón, y escribió su disertación para obtener el grado de Maestro. Regine sentía que la agenda ocupada de Kierkegaard era un pretexto para evadirla. Ellos mantuvieron una larga correspondencia; le escribía cada miércoles, las cartas de Kierkegaard han sobrevivido, pero, excepto algunas líneas, las cartas de Regine han sido destruidas. El 11 de agosto de 1841, Kierkegaard deshizo el compromiso, enviándole a Regine una carta de despedida junto con su anillo de compromiso. Regine, con el corazón roto, inmediatamente fue a la casa de Kierkegaard, cuando no estaba y dejó una nota pidiendo que no la abandonara.
Kierkegaard parece haber sentido verdadero amor hacia Regine, pero era incapaz de conciliar su futuro matrimonio con su vocación de escritor y su apasionado e introspectivo cristianismo. Regine estaba destruida por el rechazo hacia ella, y se negaba a aceptar su rompimiento con Kierkegaard, amenazando con matarse si no la tomaba de vuelta. Kierkegaard tomó medidas para calmarla, pero estas le hacían creer a ella que a él no le importaba en lo absoluto y que todo era culpa de ella. Como más tarde Kierkegaard escribió "no había nada más para mí que hacer que llevarlo todo al extremo, apoyarla, si era posible, por medio de engaños, hacer todo para que ella se alejara de mí y reencendiera su orgullo". Él le escribió cartas frías y calculadoras para que pareciera que ya no la amaba, pero Regine tenía la esperanza de que volverían a estar juntos, pidiendo desesperadamente que volviera con ella. El 11 de octubre de 1841 Kierkegaard se encontró con ella y de nuevo terminó su relación en persona. Su padre trató de persuadirlo de reconsiderarlo, después de enterarse de la condición desesperada de su hija, alegando que "sería la muerte de ella, está en la desesperación total". Kierkegaard regresó al día siguiente y habló con ella. A su pregunta de si él se casaría, Kierkegaard respondió con mucha frialdad: "Bueno, sí, en diez años, cuando haya comenzado a calmarme y necesite una joven lujuriosa para que me rejuvenezca." En realidad, Kierkegaard no tenía tales planes, y permanecería célibe el resto de su vida. En realidad no hay manera de saber esto, pero basado en los escrito en su diario, es muy probable. "Hoy vi a una muchacha bonita - que ya no me interesa... Al mismo tiempo es bueno para mí; esos pequeños romances me distraían bastante."
Regine estaba obsesionada con el asunto, así como Kierkegaard, quien describía sus noches llorando en la cama sin ella. La historia del rompimiento fue una fuente de chismes en Copenhague. La familia de Regine actuó con confusión, encontrando las acciones de Kierkegaard incomprensibles, odiándolo por causarle a Regine tanto dolor. Kierkegaard luego rogaría por el perdón de Regine por sus acciones. En una carta famosa escribió, "Sobre todo, olvida al que escribe esto; perdona a alguien que, no importa qué otras cosas, no pudo hacer feliz a una chica"

## Matrimonio con Schlegel
El 3 de noviembre de 1847, Regine se casó con su antiguo tutor, Frederik Schlegel. El matrimonio fue feliz y estable. Regine y Frederik incluso se leían pasajes de los escritos de Kierkegaard, los cuales estaban llamando mucho la atención en Dinamarca.
En algunas ocasiones en 1848, Regine y Kierkegaard se encontraron, primero saliendo de la iglesia después de Misa, y después en caminatas nocturnas cuando iban por caminos que ambos tomaban. El 19 de noviembre de 1849, Frederik recibió una carta de Kierkegaard pidiéndole hablar con Regine. Schlegel no respondió la carta y rechazó las futuras peticiones de hablar con ella. Poco después, Frederik fue elegido gobernador de las Indias Occidentales Danesas, con Regine acompañándolo, partieron el 17 de marzo de 1855.
No volvió a ver a Kierkegaard. Regine y Frederik volvieron de las Indias Occidentales Danesas a Copenhague en 1860, cinco años después de la muerte de Kierkegaard. Frederik murió en 1896. En 1897, Regina se mudó a Frederiksberg para vivir con su hermano mayor.
Después de la muerte de Schlegel, aceptó peticiones de biógrafos, comentaristas y amigos, para discutir su lado de la relación entre ella y Kierkegaard. Los entrevistadores incluían a Hanne Mourier, Raphael Meyer, Peter Munthe Brun, Robert Neiiendam, Julius Clausen y Georg Brandes. En 1898 decidió dictarle a Raphael Meyer la historia de su compromiso con Kierkegaard. Esto fue publicado después de la muerte de Regine. Ella está enterrada en Copenhague, junto con Kierkegaard y Schlegel. En un comentario sobre Regine, Robert Neiiendam escribió que "ella sabía que él se la llevó consigo a las páginas de la historia, y este pensamiento la compensaba por todo lo que había sufrido".

## Efecto del rompimiento en Kierkegaard
Kierkegaard nunca se recuperó de su relación fallida con Regine. Hubo un tiempo entre su rompimiento y la boda de Regine con Schlegel, en el que tenían contacto durante las caminatas diarias y la iglesia. Estas eran principalmente no verbales de parte de Kierkegaard y le causaban gran ansiedad. Cuando fue a Berlín en 1842 a estudiar Filosofía, lo acechaba la imagen de una mujer muy parecida a Regine. Aún dedicándole todo su tiempo a los estudios, Regine siempre estaba en su cabeza. Fue durante esta época cuando Kierkegaard hizo su propia filosofía, así como su primer libro.
Ha habido muchas suposiciones detrás del rompimiento con Regine. Se ha sugerido que Kierkegaard, habiendo leído la historia bíblica de Abraham e Isaac, fue influenciado en su perspectiva de ver el matrimonio: él creía que, si sacrificababa a la persona más querida como un acto de fe religiosa, Dios se la regresaría en el último momento. En vez de eso, Kierkegaard quedó totalmente confundido cuando Regine continuó con su vida y se casó con otro hombre.

## Regine en los escritos de Kierkegaard
Regine Olsen ocupa el papel principal en los pensamientos y escritos de Kierkegaard, y por lo tanto, una posición única en la historia de la filosofía occidental. Se puede decir que ninguna otra mujer ha sido tan elemental en el desarrollo de un gran filósofo como lo fue Regine para Kierkegaard. Es difícil entender a Kierkegaard por completo sin el conocimiento de la relación que tuvo con ella.
Su fallida relación con Regine, cambió su manera de ver el matrimonio, el amor, el compromiso, la autenticidad, y sobre todo, la fe y la relación con Dios. La mención de Regine en sus escritos, (sin contar su diario) es siempre indirecta. Lo uno o lo otro, el primer libro de Kierkegaard, está lleno de referencias a su relación con Regine. Muchos de sus escritos tratan asuntos de la seducción erótica, sermones sobre las virtudes del matrimonio. El diario de un seductor, en donde aparece un joven que calcula cómo seducir a una chica desde lejos, y después de ganar su afecto, él termina la relación. Con la excepción de una obra dedicada a Poul Martin Møller, Kierkegaard dedicó todos sus escritos a su padre, otra figura importante en su vida, y a Regine.